# Laphria ferox
Laphria ferox là một loài ruồi trong họ Asilidae. Laphria ferox được Williston miêu tả năm 1883. Loài này phân bố ở vùng Tân Bắc giới.